# Josef Ley
Josef Ley (* 2. Mai 1918 in Überherrn; † 27. Dezember 1996 ebenda) war ein deutscher Politiker der FDP.

## Ausbildung und Beruf
Ley besuchte die Volksschule Überherrn und ließ sich danach zum Bäcker ausbilden. 1939 wurde er in den Reichsarbeitsdienst berufen. Er nahm am Zweiten Weltkrieg teil, wurde dabei verwundet und arbeitete danach als Kriegsgefangener im Bergbau. Nach einem Unfall ließ er sich 1954 zum kaufmännischen Angestellten umschulen. 1969 stieg er zum Einkäufer und stellvertretenden Betriebsleiter sowie zum Verwalter des Fuhrparkes der Ford-Werke in Saarlouis auf.

## Politische Laufbahn
1956 wurde Ley zum Vorsitzenden des Ortsverbandes der FDP in Überherrn gewählt, diesen Posten hatte er auch beim Kreisverband der FDP in Saarlouis inne. Ebenfalls 1956 wurde er in den Gemeinderat von Überherrn und den Rat des Amtes Bisten gewählt, beiden Gremien gehörte er einige Jahre lang an. Am 30. Mai 1960 wurde er zum ehrenamtlichen Bürgermeister der Gemeinde Überherrn gewählt, das Amt führte er bis November 1968 aus. Daneben war er von 1961 bis 1964 auch zweiter Beigeordneter von Überherrn. Von 1968 bis 1979 saß er zudem im Kreistag, ehe er 1979 zum ersten Beigeordneter von Überherrn ernannt wurde, dies war er bis 1989. Am 27. April 1980 wurde er in den Saarländischen Landtag gewählt. Ab dem 14. Juli 1982 hatte er dort den Vorsitz der Fraktion der FDP inne. Nach einer Wahlperiode schied er 1985 aus den Landtag aus. Ab Januar 1990 war Ley wieder Mitglied des Gemeinderates seiner Heimatgemeinde Überherrn.

## Sonstiges
Ley war verheiratet und hatte zwei Kinder. In L’Hôpital, einer Partnergemeinde von Überherrn, trägt eine Grundschule seinen Namen. Die deutsch-französische Gemeindepartnerschaft wurde unter Josef Ley und seinem französischen Amtskollegen Albert Mutz am 25. August 1968 geschlossen.

## Ehrungen
- 1977: Saarländischer Verdienstorden[2]
- 1993: Ehrenbürger der Gemeinde Überherrn
- Ehrenbürger von L’Hôpital